# Подмогилля
Подмогилля (рос. Подмогилье) — присілок в Островському районі Псковської області Російської Федерації.
Населення становить 107 осіб. Входить до складу муніципального утворення Воронцовська волость.

## Історія
Від 2015 року входить до складу муніципального утворення Воронцовська волость.

## Населення
| 2001 | 2002 | 2010 |
| ---- | ---- | ---- |
| 149  | ↘139 | ↘107 |